# リサイタル (アルバム)
『リサイタル』は、Hilcrhymeが2010年1月13日にユニバーサルJから発売した1枚目のオリジナルアルバム。

## 概要
初回盤には、シングル3曲のPVを収録したDVD付。
ジャケット写真には、新潟市民芸術文化会館のコンサートホールが写っている。

## 収録曲

### CD
1. 〜OPENING〜
2. リサイタル 〜ヒルクライム交響楽団 作品第1番変ヒ短調〜
3. チャイルドプレイ
4. 春夏秋冬
  - 2ndシングル。
5. 雨天
6. LAMP LIGHT
7. RIDERS HIGH
8. 射程圏内 feat.SUNSQRITT
9. もうバイバイ
  - 3rdシングル。
10. イバラの道 feat.BOXER
11. ツボミ
12. 純也と真菜実
  - 1stシングル。表記は無いがアルバム・バージョン。
13. My Place

### DVD
初回盤のみ
1. 純也と真菜実 (Music Video)
2. 春夏秋冬 (Music Video)
3. もうバイバイ (Music Video)